# Maurice Auslander
Maurice Auslander (New York, 3 agosto 1926 – Trondheim, 18 novembre 1996) è stato un matematico statunitense, noto per aver dato fondamentali contributi ad alcune centrali questioni di algebra, in particolare all'algebra omologica, all'algebra commutativa e associativa, nonché alla teoria delle rappresentazioni dei gruppi.
In collaborazione con Dadiv Buchsbaum, dimostrò che gli anelli regolari locali sono a fattorizzazione unica (risultato oggi noto come teorema di Auslander-Buchsbaum) e una formula che lega la profondità e la dimensione proiettiva di un modulo (oggi detta formula di Auslander-Buchsbaum); insieme a Idun Reiten sviluppò la teoria di Auslander-Reiten, che studia le rappresentazioni degli anelli artiniani.
Dal 1971 era fellow dell'American Academy of Arts and Sciences; nel 1978-79, ottenne la Guggenheim Fellowship.

### Articoli
- R. Bautista: The mathematical influence of Maurice Auslander in Mexico, in Representation theory and algebraic geometry (Cambridge, 1997), 21-29.
- David Buchsbaum, C. M. Ringel, I. Reiten: Maurice Auslander 1926-1994, in Representation theory of algebras (Providence, RI, 1996), 1-15.
- C. Peskine, I. Reiten: Maurice Auslander (1926-1994), Notices Amer. Math. Soc. 42 (4) (1995), 450-453 (versione in PDF.
- The work of Maurice Auslander, Comm. Algebra 15 (1-2) (1987).